# Roy Z
Roy Z (nascido Roy Ramirez; também conhecido como "Roy Zerimar") é um guitarrista, compositor e produtor conhecido pelo trabalho realizado com os vocalistas Bruce Dickinson (Iron Maiden), Rob Halford (Judas Priest), Rob Rock (Impellitteri/Avantasia), Sebastian Bach (Skid Row) e até mesmo com a banda humorística brasileira Massacration, assim como outras bandas brasileiras como Sepultura, André Matos e mais recentemente o último álbum do Kattah.
Ele também é o fundador e principal membro da banda Tribe of Gypsies, um grupo de hard rock com influência de músicas latinas.

## Discos produzidos
- 1994 - Downset. - Downset
- 1995 - Klover - Beginning to End (EP)
- 1995 - Klover - Feel Lucky Punk
- 1996 - Life After Death - Life After Death
- 1996 - Tribe of Gypsies - Tribe of Gypsies
- 1997 - Bruce Dickinson - Accident of Birth
- 1997 - Downset - Do We Speak a Dead Language ?
- 1997 - Last Temptation - Last Temptation Sonic
- 1997 - Roadsaw - Nationwide
- 1997 - Tribe of Gypsies - Nothing Lasts Forever
- 1998 - Bruce Dickinson - The Chemical Wedding
- 1998 - Tribe of Gypsies - Revolucion 13
- 1999 - Bruce Dickinson - Scream for me Brazil
- 2000 - Downset - Check Your People
- 2000 - Halford - Resurrection
- 2000 - Helloween - The Dark Ride
- 2000 - Rob Rock - Rage of Creation
- 2000 -  Tribe of Gypsies - Standing on the Shoulders of Gia* 2001 Halford - Live Insurrection
- 2002 - Halford - Crucible
- 2002 - Bruce Dickinson - The Best of
- 2003 - Rob Rock - Eyes of Eternity
- 2005 - Judas Priest - Angel of Retribution
- 2005 - Bruce Dickinson - Tyranny of Souls
- 2005 - Rob Rock - Holy Hell
- 2007 - Sebastian Bach - Angel Down
- 2007 - Andre Matos - Time to Be Free
- 2007 - Rob Rock - Garden of Chaos
- 2008 - Yngwie Malmsteen -  Perpetual Flame
- 2008 - Driver  - Sons of Thunder
- 2009 - Wolf - Ravenous
- 2009 - Massacration -  Good Blood Headbangers
- 2009 - Halford - Winter Songs
- 2010 - Halford - Made of Metal
- 2011 - Sepultura - Kairos
- 2011 - DownSiid - Life of Lies
- 2014 - Kattah - Lapis Lazuli[1]
- 2014 - Angra - Secret Garden